# Тренчин
Тре́нчин (словац. Trenčín, угор. Trencsén, нім. Trentschin, лат. Laugaricio або Trentsinium/Trincinium, грец. Leukaristos) — місто в західній Словаччині на річці Ваг. Столиця Тренчинського краю. Тренчин відомий своїм середньовічним замком, який розташований на горі над містом.

## Історія
- IV тисячоліття до н.е. — найстаріші сліди поселення на території теперішнього Тренчина.
- Біля 179 — в Лаугаріціо, яке було на території теперішнього Тренчина був розташований римський легіон. Залишився римський напис на скелі біля Тренчянського Граду пов'язаний з Маркоманськими війнами.
- 1018 — після облоги приєднується до Угорщини.
- 1335 — Право в Тренчині
- XIV століття — розквіт Тренчина за панування Матуша Чака, резиденцією якого є Тренчинський замок.
- 1412 — король Сигізмунд I Люксембург надає Тренчину право вільного королівського міста.
- XVII століття — місто переживає облогу турецьких військ, але залишається нескореним.
- XVIII століття — перебудова Тренчина в бароковому стилі.
- XIX століття — розквіт міста повʼязаний з виробництвом і побудовою залізниці.
- 30 серпня 1944 — після початку Словацького національного повстання місто було зайнято німецькими військами. В місті було створено штаб СД, Гестапа та вʼязницю. Також з нього було вивезено вʼязнів до Маутгаузену.[4][5]
- 30 квітня 1944 — війська 2-го українського фронту та румунські війська здобули контроль над містом.
- Після Другої світової війни місто помірно розвивається, будуються нові райони, розвивається інфраструктура.

## Заклади, установи
У м. Тренчин розташований Центр передового досвіду НАТО з питань знешкодження боєприпасів, які не спрацювали (англ. The Explosive Ordnance Disposal (EOD) Centre of Excellence (EOD CoE)), він офіційно акредитований в НАТО у 2011 р.

## Транспорт
У місті є залізнична станція «Тренчин».

## Населення
| Рік:            | 1994.  | 2004.   | 2014.   | 2024.   |
| --------------- | ------ | ------- | ------- | ------- |
| Кількість осіб: | 58 347 | 56 850  | 55 857  | 54 130  |
| Різниця:        |        | -2,56 % | -1,74 % | -3,09 % |

| Рік:            | 2023.  | 2024.   |
| --------------- | ------ | ------- |
| Кількість осіб: | 54 065 | 54 130  |
| Різниця:        |        | +0,12 % |

## Спорт
У Тренчині базуються:
- ХК «Дукла»;
- ФК «Тренчин».

## Пам'ятки
- Костел св. Марії (Тренчин)
- Костел св. Франциска
- Каплиця св. Михайла
- Монастир піаристів
- Лютеранська кірха
- Ратуша
- Будинок ката
- Синагога в Тренчині
- Ансамбль Площі Миру

В цьому місці мала свої володіння графиня Елізабет Баторі, найвідоміша серійна вбивця в історії Угорщини.

### Тренч'янський Град

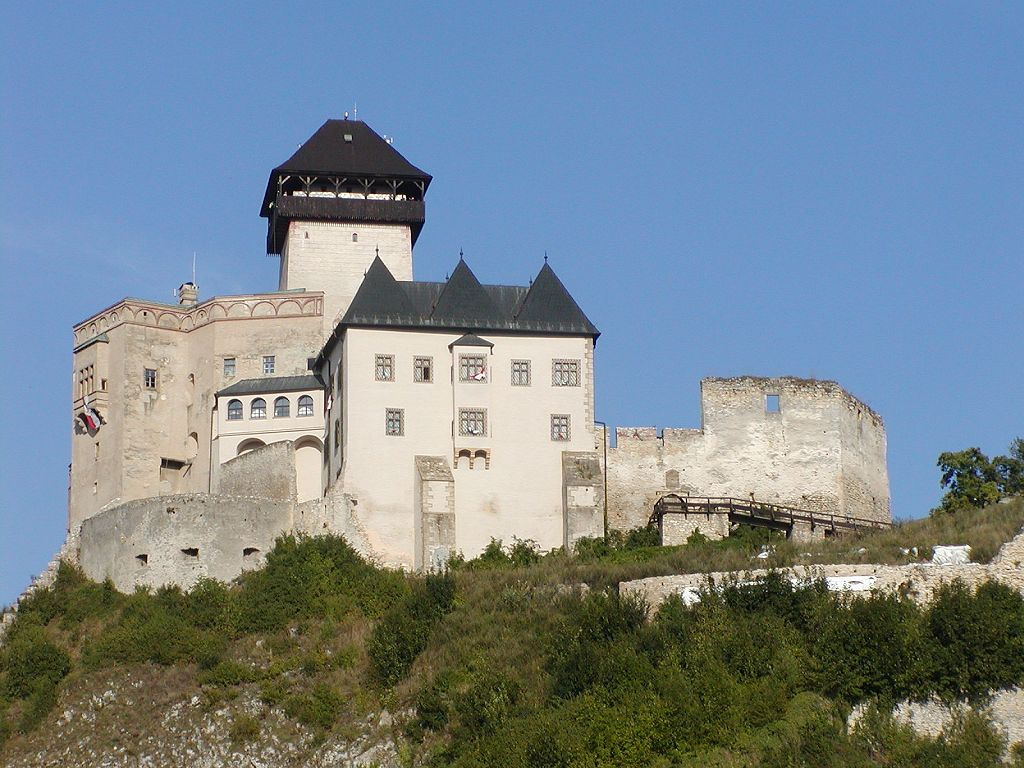
Тренч'янський Град

Замок, що є третім за величиною на території Словаччини, розташований у найвищій частині міста. Він поділений на верхню і нижню секції і посилено фортифікований. Верхня частина складається з декількох будівель палацового типу, що оточують середньовічну вежу, досі є найвищою точкою міста. На пагорбах під замком розташована парафіяльна церква, до якої ведуть древні щаблі, що йдуть в довколишні вулиці. У старому місті розташований великий сквер з церквою в стилі бароко, різноманітні магазини і міська вежа.

## Міста-побратими
- Кран-Жевріє, Франція
- Угерске Градіште, Чехія
- Злін, Чехія
- Тарнів, Польща
- Казалеккіо-ді-Рено, Італія
- Бекешчаба, Угорщина
- Крагуєваць, Сербія